# Фелікс Педро
Феліче Педроні (італ. Felice Pedroni), Фелікс Педро (англ. Felix Pedro, 16 квітня 1858, Фанано, Герцогство Модени і Реджо - 22 липня 1910, Фербанкс, Аляска, США) — американський дослідник і золотошукач італійського походження. Популярність придбав у 1901 році, коли відкрив родовище золота на території Внутрішньої Аляски.

## Життєпис

### Народження та ранні роки
Народився 16 квітня 1858 в сім'ї фермерів, які займаються натуральним господарством у невеликому селі Тріньяно (італ. Trignano), що у складі комуни Фанано Моденського герцогства. Був наймолодшим серед шести своїх братів.
У 1881 після смерті батька сімейства він залишає будинок і вирушає до Нью-Йорка, де бере ім'я на латиноамериканський манер - Фелікс Педро. У США він багато подорожував переїжджаючи з одного міста до іншого в пошуках роботи, поки в середині 1890-х не прибув на Аляску.

### Відкриття золотої жили
У 1899 відправився вперше на пошуки золотих жив і, за його особистими словами, знайшов одну з них, але не зміг розбити табір і дослідити місцевість як слід через припасів і провізії, що закінчилися. Після цього він змушений був повернутися до найближчого поселення за провіантом і в 1901 разом з напарником Томом Гілморі (англ. Tom Gilmore) вирушив назад до раніше відкритої золотої жили. Однак, здійснивши подорож довжиною в 165 миль (понад 265 км) у серпні того ж року вони змушені припинити пошуки і вирушити за поповненням запасів провіанту до поселення Серкл. Успіхом завершилася наступна подорож Педро і Гілмора, коли 28 липня 1902 вони виявили золоту жилу біля пагорбів Танана (англ. Tanana Hills). Своїм відкриттям вони дали старт великому припливу золотошукачів у цей регіон, що отримав назву - золотою лихоманкою Фербанкса. Наступна золота жила відкрита Педро в 1903 біля берегів Клір-Крік - притоку річки Ненана.

### Смерть
Помер 22 липня 1910 у віці 52 років у лікарні Святого Йосипа у Фербанксі, за офіційною версією від серцевого нападу. Проте його діловий партнер Вінченцо Гамбіані наполягав, що Педро не страждав від проблем із серцем і звинуватив дружину компаньйона в тому, що вона отруїла свого чоловіка.
Тіло забальзамовано і відправлено в Сан-Франциско і поховано в місті Кольма, округ Сан-Матео, Каліфорнія. Останки Педро ексгумовані 12 жовтня 1972 і переправлені до Італії, де розтин та аналіз складу волосся показали, що все-таки він був убитий. Церемонія перепоховання була проведена на невеликому цвинтарі у Фанано.